# Floursies
Floursies é uma comuna francesa na região administrativa de Altos da França, no departamento do Norte. Estende-se por uma área de 4.65 km². Em 2010 a comuna tinha 130 habitantes (densidade: 28 hab./km²).